# Son Mut Vell
Son Mut Vell és una possessió del terme de Llucmajor, Mallorca. Està situada a la marina.
Son Mut Vell és el solar originari dels historiadors Vicenç Mut i Jeroni Alemany. El 1578 era propietat de Julià Mut, però quatre anys abans una part havia estat segregada formant Son Mut Nou. Julià Mut el 1702 es casà amb Francina Salvà. La seva filla Francina Anna Mut Salvà es casà amb Antoni Mesquida de Formiguera i així la possessió passà a la família Mesquida de Formiguera. El 1863 tenia una superfície de 242 quarterades, de les quals 72 eren d'erm. Posteriorment passà a la família Socies. Actualment des del 1994, es troba repartida entre cinc distintes famílies, per extensió:
1. Montserrat Pons i Boscana, és qui més terreny té amb 123 quarterades que, sota la nova denominació de Son Mut Nou, inclou les tanques de "Ses Rotes", "Sa Vinya", "Es Figueral", "Sa Pleta Rodona", "Sa Tanca des Xot", "Na Mut", "Na Galop" i "Es Brolls";
2. el segueix Guillem Orfí Verd, amb 58 quarterades, que sota la denominació dels Cocons de Son Mut posseeix les tanques anomenades "Sa Pleta des Cocons", "Es Cocons", "Es Camp Vell" i "Sa Rota Nova";
3. després el ciutadà alemany Ralph Reising amb 32 quarterades que comprenen "Es Camp Gran", "Es Garrigó" i part del "Vilar";
4. a continuació Miquel Salvà Llull amb 20 quarterades i les tanques "Es Comellar de Son Alegre", "Sa Vinyeta", "Sa Tanca de sa Bassa" i "Sa Bassa"; i per acabar,
5. amb les antigues cases de possessió i 13 quarterades, trobam Ángel de Juana Martín, amb les tanques "de S'Era", "Darrere ses Cases", "Sa Quintana" i part del "Vilar".

## Les cases
Les cases, construïdes la segona meitat del segle xvii, són de caràcter senzill. En destaca el portal d'arc de mig punt, del qual damunt les peces superiors té inscrita la frase "Any 1661 no se saga". En la cimera del conjunt del portal hi ha una creu. A un cantó de les cases es pot observar una rafa i seguint un poc més endavant hi ha un esvelt portal que tanca una clau que porta data de 1678, any de construcció.

## Restes arqueològiques
En el sementer anomenat des Vilar hi ha una naveta d'habitació amb cambres geminades i en es Figueral de Moro una cova artificial.